# سیارک ۲۰۳۵۵
سیارک ۲۰۳۵۵ (به انگلیسی: 20355 Saraclark، نامگذاری:1998HD146) بیست هزار و سیصد و پنجاه و پنجمین سیارک کشف شده‌است که در ۲۱ آوریل ۱۹۹۸ کشف شد.
قدر مطلق سیارک برابر ۱۴.۱ است.